# 熊本県道272号球磨田浦線
熊本県道272号球磨田浦線（くまもとけんどう272ごう くまたのうらせん）は、熊本県球磨郡球磨村から八代市に至る一般県道である。

## 概要

### 路線データ
- 起点：熊本県球磨郡球磨村大字神瀬（国道219号交点、熊本県道304号一勝地神瀬線終点）
- 終点：熊本県八代市二見赤松町（国道3号交点）

## 路線状況

### 重複区間
- 熊本県道304号一勝地神瀬線（球磨郡球磨村大字神瀬（起点） - 葦北郡芦北町大字白石）
- 熊本県道60号芦北坂本線（葦北郡芦北町大字吉尾 - 葦北郡芦北町大字横居木）

## 地理

### 通過する自治体
- 球磨郡球磨村
- 葦北郡芦北町
- 八代市

### 交差する道路
| 交差する道路                                     | 市町村名 | 市町村名 | 交差する場所 | 交差する場所 |
| ------------------------------------------------ | -------- | -------- | ------------ | ------------ |
| 国道219号 熊本県道304号一勝地神瀬線 重複区間起点 | 球磨郡   | 球磨村   | 大字神瀬     | 起点         |
| 熊本県道304号一勝地神瀬線 重複区間終点           | 葦北郡   | 芦北町   | 大字白石     |              |
| 熊本県道60号芦北坂本線 重複区間起点              | 葦北郡   | 芦北町   | 大字吉尾     |              |
| 熊本県道60号芦北坂本線 重複区間終点              | 葦北郡   | 芦北町   | 大字横居木   |              |
| 国道3号                                          | 八代市   | 八代市   | 二見赤松町   | 終点         |

### 交差する鉄道
- 肥薩線
- 九州新幹線

### 沿線
- 球磨川
- JR九州肥薩線
  - 白石駅 - 吉尾駅
- 芦北町立吉尾小学校
- 芦北町役場 吉尾出張所
- 芦北町役場 田浦基幹支所
- 田浦港